# Hylaeus stenops
Hylaeus stenops är en biart som först beskrevs av Carlos Schrottky 1910.  Hylaeus stenops ingår i släktet citronbin, och familjen korttungebin. Inga underarter finns listade i Catalogue of Life.